# مبارك (مسلسل)
مبارك مسلسل كويتي إنتاج عام 1982

## القصة
تدور الأحداث حول مبارك (محمد السريع) الأب الذي يعمل سائق تاكسي، ويعيش مع زوجته (عائشة إبراهيم) وأبنائه الثلاثة (داود حسين، حسين المنصور، منقذ السريع)، ويتطرق إلى مشاكل الحياة الاجتماعية، وسوق المناخ، والتغيير الاقتصادي الذي حدث في تلك الفترة، وتأثيره على الناس، وبالذات على رب الأسرة الذي يواجه في كل حلقة مشكلة مع زبائن التاكسي، ويتطوع لحلها بسبب طيبته الزائدة عن الحد، والتي تتسبب له العديد من المشاكل.

## الممثلين

### البطولة
- محمد السريع
- عائشة إبراهيم
- داود حسين
- حسين المنصور
- منقذ السريع

### ضيوف الشرف
يقوم المسلسل في كل حقة باستضافة ممثلين مختلفين.